# 阿纳托利·蒂莫什丘克
阿纳托利·亚历山德罗维奇·蒂莫什丘克（烏克蘭語：Анатолій Олександрович Тимощук，羅馬化：Anatolii Oleksandrovych Tymoshchuk，發音：[ɐnɐˈtɔl⁽ʲ⁾ij olekˈsɑndrowɪdʒ‿tɪmoˈʃtʃuk]；1979年3月30日—）是乌克兰前足球運動員，在场上司职防守中場，三度荣膺乌克兰足球先生（2002、2006、2007）。退役后在俄罗斯圣彼得堡泽尼特足球俱乐部担任助理教练至今。
蒂莫什丘克生于苏联乌克兰盧茨克，成年后即加盟家乡球队沃倫盧茨克。转会至頓內次克礦工后，他帮助球队赢得多个冠军，包括队史首个烏克蘭超級聯賽冠军（2002），并长期担任隊長。被泽尼特买下后，他以队长身份带领球队赢下队史首个俄羅斯超級聯賽冠军（2007）、首个歐洲足協盃冠军（2008）和首个歐洲超級盃冠军（2008）。随后他加盟德甲豪门拜仁慕尼黑，尽管球队地位和出场时间下降，但还是积极发挥作用，帮助球队在2012-13赛季实现联赛、盃賽及欧洲冠军联赛“三冠王”伟业，也达成了个人欧洲俱乐部赛事大满贯。此后他回到泽尼特发挥余热，最终在哈薩克超級足球聯賽的足球會结束了22年的职业生涯。
蒂莫什丘克是代表烏克蘭國家足球隊出战次数最多的球员，144次出场，41次担任隊長。他与安德烈·等人一起，力助乌克兰首次打进世界盃，并在2006年世界盃上晋级八强，创造国际大赛历史最佳成绩。他还参加了2012年欧洲足球锦标赛和2016年歐洲足球錦標賽。
2017年，蒂莫什丘克退役，在泽尼特担任助理教练。2022年俄烏戰爭爆發後，蒂莫什丘克始终保持緘默，没有跟泽尼特解约，受到国内舆论批評。烏克蘭足球總會宣布剥夺其在乌足协举办赛事中获得的所有冠军和奖项，删除国家队记录，终身禁止在乌境内从事足球活动。

## 职业生涯

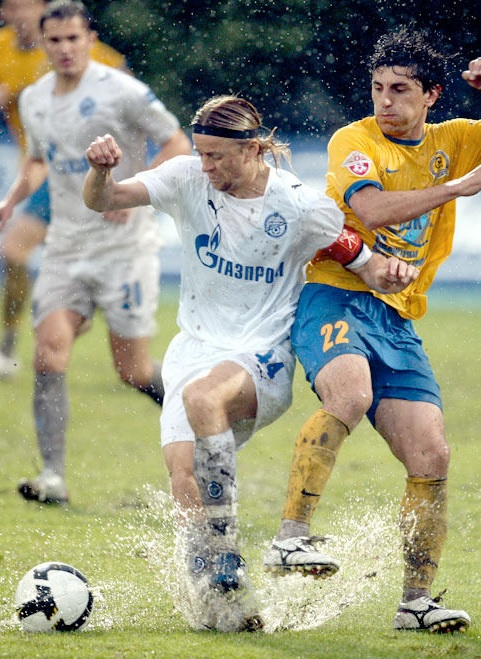
蒂莫什丘克（白）在泽尼特担任队长

蒂莫什丘克1979年生于苏联乌克兰沃倫州盧茨克，从小热爱足球，青年时期赴基輔接受训练。成年后，他本有机会加入烏克蘭超級聯賽豪门基辅迪纳摩，但为了更稳定的出场机会，最终选择加盟家乡的甲级联赛球队沃倫盧茨克。效力两个半赛季后，他被乌超頓內次克礦工买下。
在顿涅茨克矿工，主帅阿纳托利·比绍韦茨将蒂莫什丘克从前锋改造为防守中場。2002年，蒂莫什丘克帮助球队赢下了队史首个联赛冠军，终结了基辅迪纳摩的九连冠。此后他担任队长，带领球队再夺2004-05、2005-06赛季联赛冠军。凭借各项赛事的稳定表现，他获得凯尔特人、飛燕諾、罗马和尤文图斯等俱乐部的青睐。
2006-07赛季冬窗期，圣彼得堡泽尼特花费1500万欧元购得蒂莫什丘克，打破独联体足球俱乐部间的转会费纪录。他在第一年就带领球队赢下了队史首个俄羅斯超級聯賽冠军。第二年，他又帮助球队取得了歐洲足協盃冠军，是队史第一座欧洲赛事奖杯。三个月后，泽尼特在蒙特卡洛击败欧洲冠军联赛冠军曼联，蒂莫什丘克作为队长捧起歐洲超級盃。
凭借在泽尼特的辉煌表现，蒂莫什丘克收到了更多豪门俱乐部的邀请，最终于2009年加盟德甲豪门拜仁慕尼黑。但由于队中同一位置上先后有、等好手存在，蒂莫什丘克的球队地位较过去下降，需不时担任过去较不熟悉的替补角色。2011-12赛季，蒂莫什丘克在欧冠决赛中临危受命，顶替因累计黄牌停赛的出任首发中后卫，但球队遗憾地在互射十二碼中落败，在当赛季联赛、盃賽和欧冠中都屈居亚军。次年，球队卷土重来，实现联赛、盃賽及欧冠“三冠王”伟业，不过这也是蒂莫什丘克在拜仁出场最少的一年。
赛季结束后，已经34岁的蒂莫什丘克回到泽尼特。两年后，他与哈薩克超級足球聯賽的签约18个月，在此结束了俱乐部生涯。

## 国家队生涯

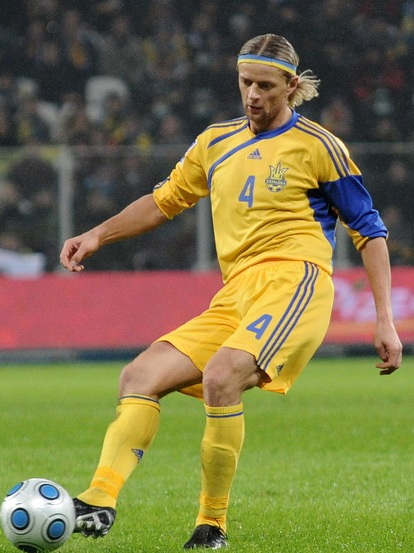
蒂莫什丘克在烏克蘭國家隊担任队长

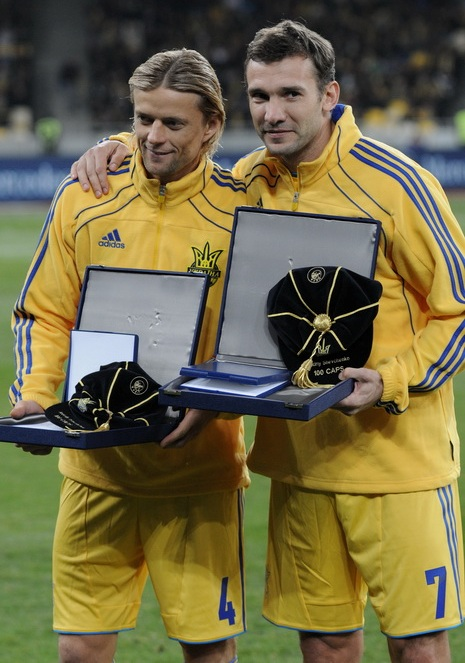
蒂莫什丘克（左）与舍甫琴科（右）接受欧足联赠予的国家队百场纪念荣誉

季莫什丘克从2000年起代表烏克蘭國家足球隊出战。他与安德烈·等人一起，力助乌克兰从2006年世界盃外圍賽中突围，历史上首次打进世界盃。在当届世界盃上，乌克兰队晋级八强，创造国际大赛历史最好成绩。蒂莫什丘克在小组赛最后一轮1比0击败突尼斯队的比赛中当选全场最佳球员。
蒂莫什丘克还参加了2012年欧洲足球锦标赛，但乌克兰队作为东道主遗憾地未能从小组出线。2016年歐洲足球錦標賽，乌克兰队前两战告负，提前出局。37岁的蒂莫什丘克在第三场比赛的補時阶段替补登场，作为国家队生涯的谢幕。他是代表烏克蘭國家隊出战次数最多的球员，144次出场，41次担任隊長。

## 球场风格
蒂莫什丘克司职防守中場，体能充沛，防守积极，正面铲抢能力出色，被誉为中轴线上的“防波堤”。在进攻端，他能在后场传导球，早期也有一定的远射威胁。他的足坛偶像是德国巨星，两人居后指挥全队的风格也十分相似。

## 教练生涯
2017年，蒂莫什丘克退役后加入泽尼特教练组，担任助理教练。

## 俄乌战争争议
2022年俄烏戰爭爆發後，舍甫琴科等人和拜仁慕尼黑等俱乐部均發聲譴責俄罗斯，为泽尼特效力的乌克兰球员雅羅斯拉夫·拉基茨基、在莫斯科迪纳摩工作的乌克兰教练都与俱乐部解约。而蒂莫什丘克始终保持緘默，繼續在泽尼特擔任教练，受到乌克兰舆论批評。烏克蘭足球總會于3月11日发布声明，剥夺其在乌超联赛、乌克兰杯和乌克兰超级杯获得的所有冠军头衔和奖项，将其排除在国家队名录之外，终身禁止在乌境内从事足球活动。

## 个人生活
蒂莫什丘克与妻子娜迪亚·纳夫罗茨卡（Надія Навроцька）育有两个女儿。两人自2014年向法庭起诉离婚。

## 数据
俱乐部
| 俱乐部                     | 赛季         | 国内赛事出场数（进球数） | 国内赛事出场数（进球数） | 国内赛事出场数（进球数） | 欧洲赛事出场数（进球数） | 欧洲赛事出场数（进球数） | 欧洲赛事出场数（进球数） | 总计      |
| 俱乐部                     | 赛季         | 联赛                     | 杯赛                     | 超级杯                   | 欧冠                     | 歐協盃 歐霸              | 超級盃                   | 总计      |
| -------------------------- | ------------ | ------------------------ | ------------------------ | ------------------------ | ------------------------ | ------------------------ | ------------------------ | --------- |
| 沃倫盧茨克 烏甲            | 1995–96      | 10（1）                  | 1（0）                   | -                        | -                        | -                        | -                        | 11（1）   |
| 沃倫盧茨克 烏甲            | 1996-97      | 38（6）                  | 2（0）                   | -                        | -                        | -                        | -                        | 40（6）   |
| 沃倫盧茨克 烏甲            | 1997-98      | 14（1）                  | 2（0）                   | -                        | -                        | -                        | -                        | 16（1）   |
| 沃倫盧茨克 烏甲            | 合计         | 62（8）                  | 5（0）                   | -                        | -                        | -                        | -                        | 67（8）   |
| 頓內次克礦工二队 烏乙→烏甲 | 1997-98      | 6（4）                   | -                        | -                        | -                        | -                        | -                        | 8（4）    |
| 頓內次克礦工二队 烏乙→烏甲 | 1998-99      | 14（5）                  | -                        | -                        | -                        | -                        | -                        | 14（5）   |
| 頓內次克礦工二队 烏乙→烏甲 | 1999-00      | 4（0）                   | -                        | -                        | -                        | -                        | -                        | 4（0）    |
| 頓內次克礦工二队 烏乙→烏甲 | 2000-01      | 1（0）                   | -                        | -                        | -                        | -                        | -                        | 1（0）    |
| 頓內次克礦工二队 烏乙→烏甲 | 合计         | 25（9）                  | -                        | -                        | -                        | -                        | -                        | 27（9）   |
| 頓內次克礦工 烏超          | 1997-98      | 9（3）                   | -                        | -                        | -                        | -                        | -                        | 9（3）    |
| 頓內次克礦工 烏超          | 1998-99      | 18（2）                  | 3（0）                   | -                        | -                        | 2（0）                   | -                        | 23（2）   |
| 頓內次克礦工 烏超          | 1999-00      | 23（0）                  | 3（0）                   | -                        | -                        | 2（0）                   | -                        | 28（0）   |
| 頓內次克礦工 烏超          | 2000-01      | 25（4）                  | 5（1）                   | -                        | 10（0）                  | 1（0）                   | -                        | 41（5）   |
| 頓內次克礦工 烏超          | 2001-02      | 26（3）                  | 7（1）                   | -                        | 4（1）                   | 2（0）                   | -                        | 39（5）   |
| 頓內次克礦工 烏超          | 2002-03      | 30（4）                  | 6（1）                   | -                        | 2（0）                   | 2（0）                   | -                        | 40（5）   |
| 頓內次克礦工 烏超          | 2003-04      | 29（6）                  | 6（1）                   | -                        | 4（0）                   | 2（0）                   | -                        | 41（7）   |
| 頓內次克礦工 烏超          | 2004-05      | 25（4）                  | 5（0）                   | 1（0）                   | 7（0）                   | 3（0）                   | -                        | 41（4）   |
| 頓內次克礦工 烏超          | 2005-06      | 27（5）                  | 2（1）                   | 1（0）                   | 2（0）                   | 6（0）                   | -                        | 38（6）   |
| 頓內次克礦工 烏超          | 2006-07      | 15（1）                  | 2（1）                   | 1（0）                   | 7（0）                   | 1（0）                   | -                        | 26（2）   |
| 頓內次克礦工 烏超          | 合计         | 227（32）                | 39（6）                  | 3                        | 36（1）                  | 21（0）                  | -                        | 326（39） |
| 泽尼特 俄超                | 2006-07/2007 | 29（4）                  | 3（0）                   | -                        | -                        | -                        | -                        | 32（4）   |
| 泽尼特 俄超                | 2007-08/2008 | 27（6）                  | 2（5）                   | 1（0）                   | -                        | 17（1）                  | -                        | 47（12）  |
| 泽尼特 俄超                | 2008-09/2009 | 11（0）                  | 0                        | -                        | 6（0）                   | 3（2）                   | 1（0）                   | 21（2）   |
| 泽尼特 俄超                | 合计         | 67（10）                 | 5（5）                   | 1（0）                   | 6（0）                   | 20（3）                  | 1（0）                   | 100（18） |
| 拜仁慕尼黑 德甲            | 2009-10      | 21（0）                  | 4（0）                   | -                        | 7（1）                   | -                        | -                        | 32（1）   |
| 拜仁慕尼黑 德甲            | 2010-11      | 26（3）                  | 4（0）                   | 1（0）                   | 6（1）                   | -                        | -                        | 37（4）   |
| 拜仁慕尼黑 德甲            | 2011-12      | 23（0）                  | 4（0）                   | -                        | 12（0）                  | -                        | -                        | 39（0）   |
| 拜仁慕尼黑 德甲            | 2012-13      | 16（1）                  | 3（0）                   | 1（0）                   | 4（0）                   | -                        | -                        | 24（1）   |
| 拜仁慕尼黑 德甲            | 合计         | 86（4）                  | 15（0）                  | 2（0）                   | 29（2）                  | -                        | -                        | 132（6）  |
| 泽尼特 俄超                | 2013-14      | 21（0）                  | 1（0）                   | 1（0）                   | 5（0）                   | -                        | -                        | 28（0）   |
| 泽尼特 俄超                | 2014-15      | 11（0）                  | 1（0）                   | -                        | 4（0）                   | 5（0）                   | -                        | 21（0）   |
| 泽尼特 俄超                | 合计         | 32（0）                  | 2（0）                   | 1（0）                   | 9（0）                   | 5（0）                   | -                        | 49（0）   |
| 哈超                       | 2015/2015-16 | 10（0）                  | 1（0）                   | 0                        | -                        | 6（0）                   | -                        | 17（0）   |
| 哈超                       | 2016/2016-17 | 24（1）                  | 4（0）                   | 1（0）                   | -                        | 4（0）                   | -                        | 33（1）   |
| 哈超                       | 合计         | 34（1）                  | 5（0）                   | 1（0）                   | -                        | 10（0）                  | -                        | 50（1）   |
| 生涯总计                   | 生涯总计     | 533（64）                | 71（11）                 | 8（0）                   | 80（3）                  | 56（3）                  | 1（0）                   | 751（81） |

国家队
| 年份 | 出场数（进球数） | 出场数（进球数） | 出场数（进球数） | 出场数（进球数） | 出场数（进球数）  | 总计     |
| 年份 | 世界盃           | 世界盃           | 欧锦赛           | 欧锦赛           | 友谊赛及 其他比赛 | 总计     |
| 年份 | 预选赛           | 正赛             | 预选赛           | 正赛             | 友谊赛及 其他比赛 | 总计     |
| ---- | ---------------- | ---------------- | ---------------- | ---------------- | ----------------- | -------- |
| 2000 | 2（0）           |                  |                  |                  | 2（0）            | 4（0）   |
| 2001 | 8（0）           |                  |                  |                  | 4（0）            | 12（0）  |
| 2002 |                  |                  | 3（0）           |                  | 5（1）            | 8（1）   |
| 2003 |                  |                  | 4（0）           |                  | 5（0）            | 9（0）   |
| 2004 | 4（0）           |                  |                  |                  | 5（0）            | 9（0）   |
| 2005 | 7（0）           |                  |                  |                  | 3（0）            | 10（0）  |
| 2006 |                  | 5（0）           | 3（0）           |                  | 4（0）            | 12（0）  |
| 2007 |                  |                  | 9（0）           |                  | 1（0）            | 10（0）  |
| 2008 | 3（0）           |                  |                  |                  | 4（0）            | 7（0）   |
| 2009 | 8（0）           |                  |                  |                  | 3（0）            | 11（0）  |
| 2010 |                  |                  |                  |                  | 9（1）            | 9（1）   |
| 2011 |                  |                  |                  |                  | 12（2）           | 12（2）  |
| 2012 | 3（0）           |                  |                  | 3（0）           | 5（0）            | 11（0）  |
| 2013 | 5（0）           |                  |                  |                  | 2（0）            | 7（0）   |
| 2014 |                  |                  | 3（0）           |                  | 3（0）            | 6（0）   |
| 2015 |                  |                  | 2（0）           |                  | 2（0）            | 4（0）   |
| 2016 |                  |                  |                  | 1（0）           | 2（0）            | 3（0）   |
| 总计 | 40（0）          | 5（0）           | 24（0）          | 4（0）           | 71（4）           | 144（4） |

## 荣誉

### 球會
來源：
 頓內次克礦工
- 烏克蘭足球超級聯賽：2002、2005、2006
- 烏克蘭盃：2001、2002、2004
- 烏克蘭超級盃：2005

 泽尼特
- 歐洲足協盃：2008
- 歐洲超級盃：2008
- 俄羅斯足球超級聯賽：2007、2015
- 俄羅斯超級盃：2008

 拜仁慕尼黑
- 欧洲冠军联赛：2013
- 德国足球甲级联赛：2010、2013
- 德国足协杯：2010、2013
- 德國超級盃：2010、2012

- 哈薩克盃：2015
- 哈薩克超級盃：2016

### 个人荣誉
- 乌克兰足球先生（英语：Ukrainian Footballer of the Year）：2002、2006、2007[7]